# BusinessEurope
BusinessEurope is een Europese werkgeversorganisatie.

## Historiek
De organisatie werd in 1958 opgericht onder de naam Union of Industrial and Employers' Confederations of Europe (UNICE), in het Nederlands Vereniging van de Europese Confederaties van Industrieën en Werkgevers, ter gelegenheid van de oprichting van de Europese Unie als een vrijhandelszone. Samen met de Federation of European Employers (FEDee) en de European Round Table of Industrialists (ERT) was de organisatie een van de belangrijkste voorstanders van de EU-verdragen voorafgaand aan de onderhandelingen daarover, alsmede een groot voorstander van het internationale Europese verkeer.
Op 23 januari 2007 werd de organisatie herdoopt tot BusinessEurope, het is een van de Europese sociale partners, die particuliere werkgevers vertegenwoordigen op interprofessioneel niveau.

## Structuur

### Bestuur
De organisatie staat onder leiding van directeur-generaal Markus Beyrer, huidige voorzitter is Fredrik Persson. De hoofdzetel is gevestigd in de Kortenberglaan 168 te Brussel.
| Tijdspanne     | Voorzitter               |
| UNICE          | UNICE                    |
| -------------- | ------------------------ |
| 1958 – 1961    | Léon Bekaert             |
| 1961 – 1962    | Georges Villiers         |
| 1962 – 1967    | Hans de Koster           |
| 1967 – 1971    | Fritz Berg               |
| 1971 – 1975    | Paul Huvelin             |
| 1975 – 1980    | Pol Provost              |
| 1981 – 1983    | Guido Carli              |
| 1984 – 1986    | Ray Pennock              |
| 1986 – 1990    | Karl Gustaf Ratjen       |
| 1990 – 1994    | Carlos Ferrer Salat      |
| 1994 – 1998    | François Perigot         |
| 1998 – 2003    | Georges Jacobs           |
| 2003 – 2005    | Jürgen Strube            |
| 2005 – 2007    | Ernest-Antoine Seillière |
| BusinessEurope |                          |
| 2007 – 2009    | Ernest-Antoine Seillière |
| 2009 – 2013    | Jürgen Thumann           |
| 2013 – 2018    | Emma Marcegaglia         |
| 2018 – 2022    | Pierre Gattaz            |
| 2022 – heden   | Fredrik Persson          |

### Leden
De organisatie telt 40 industrie- en werkgeversfederaties uit 35 landen als leden.